# Paepalanthus implicatus
Paepalanthus implicatus är en gräsväxtart som beskrevs av Silveira. Paepalanthus implicatus ingår i släktet Paepalanthus och familjen Eriocaulaceae. Inga underarter finns listade i Catalogue of Life.